# هانا سيلفستر
هانا سيلفستر (بالإنجليزية: Hannah Sylvester)‏ هي مغنية أمريكية، ولدت في 19 يناير 1903، وتوفيت في 15 أكتوبر 1973.

## وصلات خارجية
- هانا سيلفستر على موقع ميوزك برينز (الإنجليزية)
- هانا سيلفستر على موقع ديسكوغز (الإنجليزية)